# Megachile marusa
Megachile marusa är en biart som beskrevs av Cameron 1905. Megachile marusa ingår i släktet tapetserarbin, och familjen buksamlarbin. Inga underarter finns listade i Catalogue of Life.